# Indische buurt
Le Indische buurt (« Quartier des Indes » en néerlandais) est un quartier populaire de l'arrondissement Oost d'Amsterdam, aux Pays-Bas. Aménagé en grande majorité au cours du début du XXe siècle, le quartier a été nommé en l'honneur des anciennes Indes orientales néerlandaises ; la majorité des rues sont ainsi baptisées en l'honneur d'anciennes îles, ou d'anciennes possessions de l'ancien empire colonial néerlandais. Les premiers noms de rue de ce type furent attribués en 1902. Le quartier est également connu sous le nom de « Quartier des Indes de l'est » (Oost Indische Buurt) par opposition à un autre quartier populaire de l'ouest de la ville, le « Quartier des Indes de l'ouest » (West Indische Buurt), situé près de la place du Suriname.
À l'est, le quartier est délimité par la ligne de chemin de fer, Amsterdam – Hilversum (qui dessert notamment la Gare d'Amsterdam Muiderpoort), à la limite est du Flevopark, au nord de la Zeeburgerdijk. Le Indische Buurt est également divisé en une partie est et une partie ouest, la ligne de chemin de fer faisant office de séparation entre les deux parties. Le quartier est en outre marqué par sa forte mixité sociale, avec quelque 100 langues qui y sont parlées.